# Gustaf Krehl

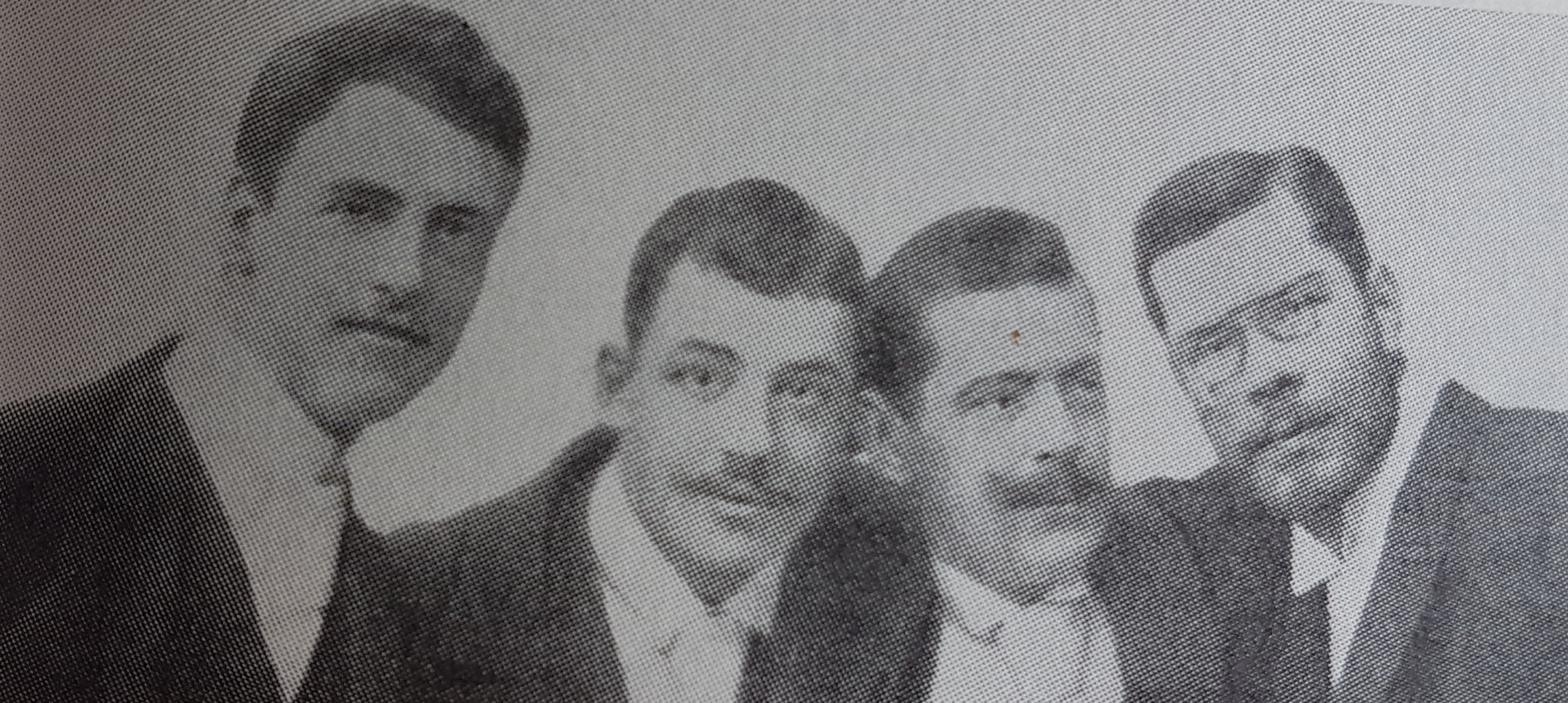
Akademielever från vänster Gunnar Åberg, Axel Sjöberg, Gösta Krehl och Arvid Nyholm omkring 1892.

Carl Gustaf (Gösta) Severin Krehl, född född 9 oktober 1860 i Stockholm, död 31 december 1899 i Stockholm, var en svensk svensk lärare, målare och tecknare.
 
Efter studier hos Fritz Ahlgrensson ägnade han sig åt studier vid Konstakademien i Stockholm 1881-1889 samt privatstudier i etsning för Axel Tallberg. Han blev känd som en begåvad och samvetsgrann porträttmålare, men gjorde sina viktigaste insatser på det dekorativa området. Vid sidan av figurkompositioner och genretavlor illustrerade han även böcker. Han var verksam som teckningslärare och hade under 1890-talet en ansedd målarskola i Stockholm.
Krehl var gift med Augusta Edlund.